# Bahamasvala
Bahamasvala (Tachycineta cyaneoviridis) är en utrotningshotad tätting i familjen svalor som enbart förekommer i Bahamas i Västindien.

## Fältkännetecken

### Utseende
Bahamasvalan har en glänsande fjäderdräkt med grönt huvud och rygg, blå vingovansida, kluven svart stjärt och vingspetsar och vit buk och haka. Trädsvalan är lik men är mer metallisk ovan, svartaktiga vingar och framför allt mindre kluven stjärt. Unga bahamasvalor är gråare på rygg och huvud och mindre brun på bröstet än unga trädsvalor.

### Läte
Lätet är ett vasst, metalliskt tchepp eller tchi tchepp. 

## Ekologi och beteende
Bahamasvalan häckar i naturliga hålutrymmen och gamla hackspettsbon i skogsområden med tallarten Pinus caribaea. Den förekommer också lokalt i byar och städer och kring bebyggelse. Bahamasvalan födosöker i öppna områden som skogsmarker, våtmarker, fält och utmed kusten. Den är mest aktiv på kvällar och i mulet väder.

## Utbredning
Fågeln häckar i norra Bahamas i karibisk tallskog på öarna Grand Bahama, Great Abaco och Andros. Häckningspopulationen på New Providence Island kan vara utdöd. Dess vinterkvarter är dåligt kända men har vintertid observerats på södra Bahamas och på östra Kuba. Vissa verkar vara stannfåglar. Under flytten uppträder den oregelbundet i Florida.

## Status och hot
I slutet av 1980-talet uppskattades populationen till 2400 par, men den tros ha minskat tydligt sedan dess. Internationella naturvårdsunionen IUCN uppskattar den idag till mellan 1 000 och 2 500 vuxna individer, och kategoriserar arten som starkt hotad. Bahamasvalan tros ha minskat på grund av habitatförstörelse och konkurrens med introducerade fågelarter om bohål (gråsparv och stare).